# Amyris abeggii
Amyris abeggii är en vinruteväxtart som beskrevs av Erik Leonard Ekman och Ignatz Urban. Amyris abeggii ingår i släktet Amyris och familjen vinruteväxter. Inga underarter finns listade i Catalogue of Life.